# ميتش جاكوبسون (لاعب اتحاد الرغبي)
ميتش جاكوبسون (بالإنجليزية: Mitch Jacobson)‏ هو لاعب اتحاد الرغبي نيوزيلندي، ولد في 13 يناير 1996 في تي أواموتو ‏ في نيوزيلندا.

## وصلات خارجية
- ميتش جاكوبسون على موقع ItsRugby.co.uk (الإنجليزية)